# S.S.D. Alba Alcamo 1928

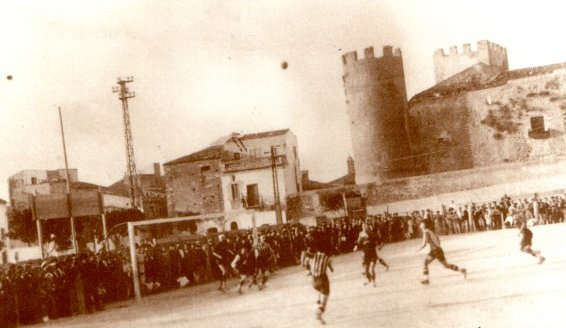
Đội bóng đá Alcamo trong một trận đấu năm 1928.

Società Sportiva Dilettantistica Alba Alcamo 1928 là một câu lạc bộ bóng đá Italia từ Alcamo, Sicily, chơi và chiến thắng tại Eccellenza Sicilia bảng A  trong mùa 2006-2007.
Câu lạc bộ được thành lập vào năm 1928 và màu sắc chính thức của nó là đen và trắng. Alcamo chơi các trận đấu trên sân nhà của mình tại Stadio Lelio Catella. Câu lạc bộ cũng đã có một vài lần xuất hiện ở cấp độ chuyên nghiệp của bóng đá Ý, một mùa giải Serie C duy nhất vào năm 1974-1975 và sáu mùa giải Serie C2 liên tiếp từ 1978-79 đến 1984-85, với vị trí thứ ba vào năm 1979 là kết quả tốt nhất. Câu lạc bộ cũng đã giành được một Coppa Italia Dilettanti vào năm 1997.